# Tarsolepis
Tarsolepis is een geslacht van vlinders van de familie tandvlinders (Notodontidae), uit de onderfamilie Dudusiinae.

## Soorten
- T. clephanlerum Bänzinger, 1982
- T. fulgurifera Walker, 1858
- T. inscius Schintlmeister, 1997
- T. japonica Wileman & South, 1917
- T. kochi Semper, 1896
- T. remicauda Butler, 1872
- T. rufobrunnea Rothschild, 1917
- T. sommeri (Hübner, 1821)
- T. splendida Schintlmeister, 1993
- T. taiwana Wileman, 1910